# Ponte di Ava
Il ponte di Ava (in birmano အင်းဝတံတား), conosciuto anche come Ava Bridge o Inwa Bridge in inglese, era un ponte stradale e ferroviario della Birmania. Attraversa il fiume Irrawaddy collegando il villaggio di Innwa, nel pressi del quale si trovava l'antica capitale Ava, nella Regione di Mandalay e la città di Sagaing, capoluogo dell'omonima regione.

## Storia

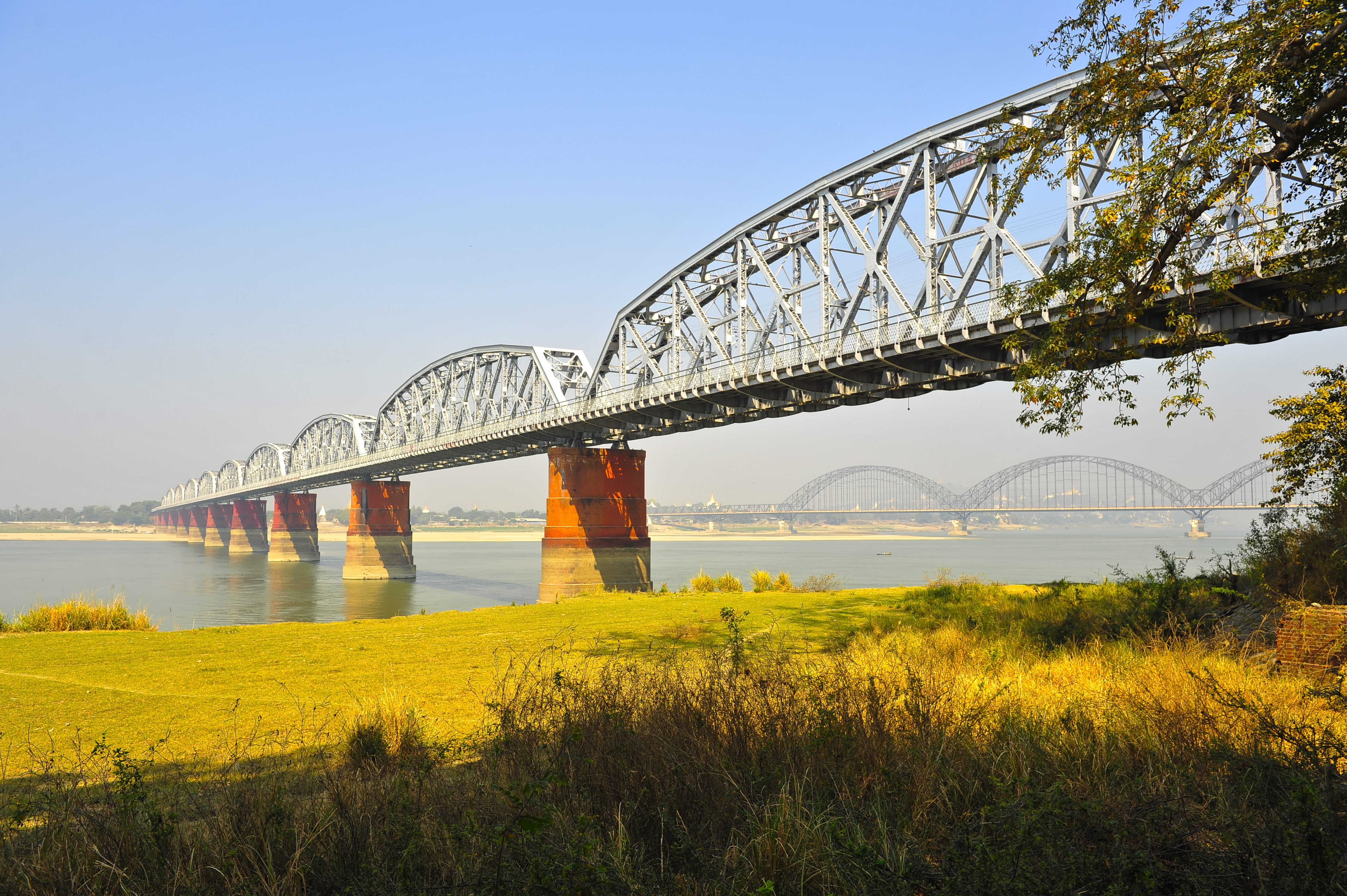
Particolare del ponte nel 2010. Sullo sfondo si può vedere il ponte Yadanabon costruito nel 2008

Il punte venne costruito per volontà del governo britannico in Birmania nel 1934 dalla società di costruzioni indiana Braithwaite & Co., che utilizzò calcestruzzo importato dall'India e fece testare la qualità dei materiali all'università di Yangon. I lavori di costruzione costarono 14,3 milioni di rupie di allora.
Nel 1942 l'esercito britannico in ritirata fece saltare alcune sezioni del ponte per impedire alle truppe giapponesi in avvicinamento di inseguirle. Nel 1946 dopo la fine della guerra le autorità del paese provarono a ricostruire il ponte, ma non riuscirono a fare arrivare dall'estero le necessarie capriate in acciaio. La struttura venne quindi ricostruita solo nel 1953 e riaperta al traffico nel 1954.
Fino alla fine del XX secolo è stato l'unico ponte sul fiume Irrawaddy. Nel 2008 venne completato un nuovo ponte stradale, conosciuto come Ponte Irrawaddy o Yadanabon Bridge, poche centinaia di metri più a monte del ponte di Ava.
Il ponte di Ava è crollato il 28 marzo 2025 durante il violento terremoto di Sagaing del 2025.

## Descrizione
Prima del suo crollo, il 28 marzo 2025, il ponte di Ava era un ponte stradale, ferroviario e pedonale composto da 16 campate con capriate in acciaio poggianti su piloni in calcestruzzo e mattoni. La lunghezza complessiva del ponte era di 1128 metri, mentre la luce della campata maggiore di 107 metri.